# 雷サージ
雷サージ（らいサージ、かみなりサージ、英: lightning surge）は、雷の影響により発生する過渡的な異常高電圧、すなわち「雷大波電圧」（雷サージ電圧）、その結果流れる過渡的な異常大電流「雷大波電流」（雷サージ電流）のことをまとめていう。

## 概要
落雷（対地放電）であれば、雷雲と大地との間に形成されている放電回路の一部、すなわち、落雷地点のインピーダンスにより落雷地点の電位が上昇、近傍の不均一なインピーダンスに従って落雷地点から各方向に雷の電気エネルギーが減衰（熱変換）されるまで瞬間的あるいは断続的に不均一な減衰振動電流を生じる。この回路中に架設（架空）された電線などがあり、ここに落雷を受けると電線にはそのインピーダンスに従った電流が生じる。また集合住宅や建築物の避雷針に落雷した場合などでは、落雷電流の一部がその接地を経由して建物内の電気機器などに回り込むことがある。これらをまとめて「直撃雷サージ」という。
雷は放電であるため、雷により形成される電磁パルスにより架設された電線などには電磁誘導により誘導電流が生じる。また、雷雲内や雷雲間で放電（雲放電・雲間放電）を生じた場合、たとえ落雷に至らなくとも雷雲とその直下の大地との間に蓄積されていた電荷量が変わり、雷雲と大地の間にある架設された電線などに「拘束」されていた電荷が電線を流れる。さらに樹木や地面に落雷した場合などでは猛烈な電磁界によりその近傍の電線などに電流を生じる。これらをまとめて「誘導雷サージ」という。
雷の多い地方では被害が多く落雷地点およびその近傍のみならず電線などを通じて雷サージが遠方まで伝播し、比較的広範囲に被害が及ぶことがある。

## 雷サージによる被害と対策
雷サージは、しばしば家庭やオフィスなどの家電製品などにダメージを与える。これらの対策には、JIS A 4201・JIS Z 9290-4などの日本工業規格（JIS）に基づいた接地工事・等電位ボンディング・避雷器（SPD）の設置が有効であり、場合によって避雷針の設置もなされる。これらの対策は専門家による総合的な設計・施工が望ましく、素人判断や曖昧な知識での設計・施工は危険である。なお、日本では雷対策は、法的にはその設計は誰がやってもよく、また施工も電気工事士など、その回路を扱うことのできる資格を有する者であれば誰が実施してもよいが、欧米諸国の多くでは2013年現在、所定の雷対策専門資格（国家資格）所有者以外の設計、施工は罰則をもって禁じられている。
雷サージの進入経路は配電線路・電話線や、アンテナ・ケーブルテレビに接続されている通信線路など、多岐に及ぶ。特に多いのは電話機やモデムなど、すなわち電源ケーブルと電話線や同軸ケーブルなどの通信線路が接続されている機器（通信機器）である。これらでは、電源と通信線路の間に大きな電位差が生じることがあるため、一方の電路から侵入した雷サージ電流が通信機器の内部回路を経由してもう一方の電路に抜け出す、つまり通信機器が雷サージ電流の経路となってしまっていることが多い。
そして、予想される落雷状況に応じた適切な接地工事がなされていない場合に、雷サージによる被害が起こりうる。これは、落雷の電圧・電流は大きく、これをせき止められないためである。よって、雷の電流を地面に適切に放流することが必要になる。もし適切な「放流路」が形成されていない場合、雷の電流は機器・線路内の「流れやすいところ」へ不規則に流れる。
雷サージによるダメージの程度はさまざまであるが、通信機器やこれに接続されたパソコンやLAN機器なども損害を被ることが多い。すぐ近くに落雷があった場合などでは、電源コンセントにつながれている電気機器内部の回路や、場合によっては配電盤などまで焼損・停電状態となり修理が必要となる。避雷システムの無い建物に雷の直撃を受けた場合では、最悪、建物火災に至る。
逆に大きな雷サージ電圧であっても、閉回路が成立しない、また閉回路があっても電位差が生じなければ雷サージ電流は流れない。このため、電位差を機器・線路に影響の無いものにするために等電位ボンディング・避雷器が使用され、閉回路を断ち切るために雷検知網・雷検知器と遮断器の組み合わせが用いられる。
雷サージ電圧は大きいため一般的な電気機器の場合、電気機器に電源が入っていない、すなわち電気機器の電源スイッチを切の状態としても多くの場合、その効果は期待できず、電源スイッチを飛び越して雷サージ電流が流れる。ブレーカを開放（OFF）にした場合でも、直前に電源用避雷器が無い場合、30パーセントのサージが建物内部に侵入する。このため、雷注意報が発表された時などに、電源ケーブルや電話線などの全てをコンセントなどから抜くことが望ましい。万が一にも雷サージに感電しないために至急の処置が望まれる。雷鳴が聞こえるようになると、もうこの回避行為は危険となるため、直ちに機器から十分に離れ、人身の安全を最優先としなければならない。
雷サージによる被害を軽減するための、いわゆるサージプロテクタとして、コンセント取り付け型あるいはテーブルタップ型の器具なども市販されている。また無停電電源装置などにはサージプロテクタが内蔵されているものもあるが、これらは例えばUL規定上のTYPE4 SPD相当、上述、コンセントからプラグを抜かない場合、その前の回路部分にULであれば、TYPE1からTYPE3のSPDが順に正しく設置されていない限り、効果は保証できない。
また、メタル電話線の保安器も全避雷システムとして正しく組み合わされていない限り、効果は全く保証できず能力を超えて発火する。最悪は通話中の人に危害が及ぶ。